# Порай-Кошиць Олександр Євгенович
Пора́й-Ко́шиць Олекса́ндр Євге́нович (рос. Александр Евгеньевич Порай-Кошиц, нар.26 вересня (8 жовтня) 1877, Казань — пом.17 квітня 1949, Ленінград) — радянський хімік-органік, академік АН СРСР з 1935 року. 

## Життєпис
Закінчив у 1903 р. Петербурзький технологічний інститут. Був учнем Крупського Олександра Кириловича. З 1905 й до кінця життя працював там же, з 1918 р. — професор, з 1941 р. — завідувач лабораторії проміжних продуктів і барвників Інституту органічної хімії АН СРСР. Наукові праці Порай-Кошиця присвячені хімії ароматичних сполук і барвників. Ароматичні сполуки досліджував рухливість атомів водню метиленових і метильних груп при реакціях конденсації і азосполучення в ароматичних і гетероциклічних сполуках, дослідив зв'язок між будовою молекул і кольоровістю, синтезував багато барвників, розробив спосіб промислового виробництва фурфуролу. Брав участь у створенні радянської промисловості анілінових барвників. Нагороджений орденом Леніна, іншими орденами, медалями. Державна премія СРСР за 1943 рік.

## Вшанування пам'яті
Іменем Олександра Порай-Кошиці названо Рубіжанський політехнічний коледж (Рубіжне).

## Вибрані праці
- Порай-Кошиц А. Е. «Избранные труды: Работы в области органической химии, химии красящих веществ и теории крашения». М.—Л. — 1949. (рос.)
- Порай-Кошиц А. Е. «Красители органические и промежуточные продукты, развитие их химии в СССР за 25 лет», XII, 1943 г., 2, 134 (85). (рос.)
- Зинин Н. Н., Порай-Кошиц А. Е. «Научное и техническое значение его работ по восстановлению нитросоединений», XII, 1943 г., 2, 94. (рос.)